# Rachel Bilson
Rachel Sarah Bilson (Los Angeles, 25 de agosto de 1981) é uma atriz norte-americana. Ficou conhecida após interpretar Summer Roberts, na série The O.C e a Dra. Zoe Hart, protagonista da série Hart of Dixie.

## Biografia
Bilson é filha do produtor Danny Bilson e da terapeuta Janice Stango. Seus pais se separaram quando a atriz tinha nove anos. Em 1997, seu pai se casou com Heather Medway, uma ex-atriz e mãe de suas meias-irmãs Hattie e Rosemary. Bilson tem ainda um meio-irmão mais velho, John Pierce, fruto de um casamento anterior de sua mãe.
Se formou na Walter Reed Middle School em 1996 e na Notre Dame High School em 1999. Durante o ensino médio em Notre Dame, apareceu nas produções Bye Bye Birdie, Once Upon a Mattress e The Crucible.

## Carreira
Bilson começou sua carreira de atriz participando de séries como Buffy - A Caça Vampiros e 8 Simple Rules. Em 2003, fez um dos papeis principais da série The O.C. no início foi apenas uma aparição no papel de Summer Roberts, interesse amoroso de Seth Cohen (Adam Brody); como agradou o público, a atriz foi convidada a juntar-se ao elenco fixo da série ao lado de Mischa Barton e Benjamin McKenzie. The O.C. tornou-se sucesso entre os jovens, durando quatro temporadas.
Após The O.C., Bilson fez seu primeiro filme, Um Beijo a Mais, um drama onde atuou com Zach Braff; também apareceu em Jumper, ao lado de Samuel L. Jackson e Hayden Christensen, com quem também contracenou em um dos segmentos de Nova York, Eu Te Amo, em 2009. A atriz fez pequenas participações nas séries Chuck em 2007, Gossip Girl em 2012, e How I Met Your Mother em 2010, 2013 e 2014. Entre seus outros trabalhos, Bilson protagonizou o drama Esperar Para Sempre, onde fez par com o ator Tom Sturridge; também apareceu nas comédias A Vida Acontece de 2012, ao lado de Kate Bosworth; e em O Diário de Uma Virgem, em 2013.
Em 2011, Bilson retornou para a televisão no papel da Dra. Zoe Hart, protagonista da série Hart of Dixie, produzida por Josh Schwartz, o mesmo criador de The O.C. Assim como The O.C., a série durou quatro temporadas, encerrando em 2015. Em meados de 2017, entrou para o elenco de Nashville, no papel recorrente de Alyssa Greene.
Em novembro de 2017, foi anunciado que Bilson será a atriz principal da série dramática Take Two, da ABC. O show recebeu uma ordem direta para a série.

## Vida Pessoal
Bilson namorou o ator Adam Brody, seu par romântico em The O.C., por três anos, eles se separaram no final de 2006.
A partir de 2007 namorou o ator Hayden Christensen, seu colega de elenco no filme Jumper, de quem ficou noiva em dezembro de 2008. Em meados de 2010, os dois romperam, mas voltaram a namorar no final do mesmo ano. O casal tem uma filha, Briar Rose Christensen, nascida em 29 de outubro de 2014. Em setembro de 2017, foi anunciada a separação do casal, após 10 anos juntos.

## Filmografia

### Filmes
| Ano  | Título               | Papel         | Notas          |
| ---- | -------------------- | ------------- | -------------- |
| 2003 | Unbroken             | Rachel        | Curta-metragem |
| 2006 | Um Beijo a Mais      | Kim           |                |
| 2008 | Jumper               | Millie Harris |                |
| 2009 | Nova York, Eu Te Amo | Molly Snow    |                |
| 2011 | Esperar Para Sempre  | Emma Twist    |                |
| 2012 | A Vida Acontece      | Laura         |                |
| 2013 | The To-Do List       | Amber Klark   |                |
| 2014 | American Heist       | Eyewitness    | cameo          |

### Televisão
| Ano       | Título                  | Papel           | Notas                       |
| --------- | ----------------------- | --------------- | --------------------------- |
| 2003      | 8 Simple Rules          | Jenny           | 1 episódio                  |
| 2003      | Buffy - A Caça Vampiros | Colleen         | 1 episódio                  |
| 2003–2007 | The O.C.                | Summer Roberts  | 4 temporadas (92 episódios) |
| 2004      | That '70s Show          | Christy         | 1 episódio                  |
| 2007      | Chuck                   | Lou Palone      | 2 episódios                 |
| 2010–2014 | How I Met Your Mother   | Cindy           | 4 episódios                 |
| 2011–2015 | Hart of Dixie           | Dra. Zoe Hart   | 4 temporadas (76 episódios) |
| 2012      | Gossip Girl             | Ela mesma       | 1 episódio                  |
| 2016      | Drunk History           | Constance Kopp  | 1 episódio                  |
| 2017      | Nashville               | Alyssa Greene   | 5ª Temporada; 5 episódios   |
| 2018      | Take Two                | Sam             | Protagonista                |
| 2019      | Drunk History           | Helen Callaghan | 1 episódio                  |